# Lista de telenovelas da SIC

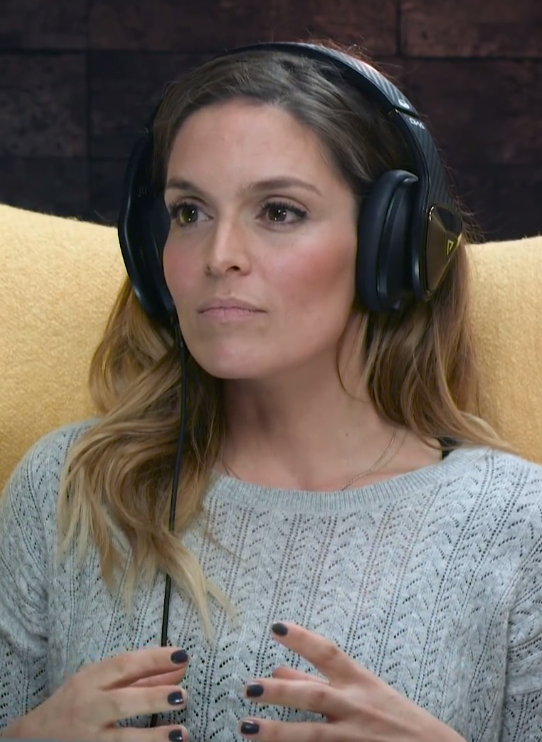
Diana Chaves, uma das protagonistas de Laços de Sangue, a segunda telenovela portuguesa a ser nomeada e premiada com o Emmy Internacional.

As telenovelas portuguesas produzidas pela SIC estão relacionadas nesta lista, que apresenta: data de início, data do final e quantidade de capítulos das telenovelas desta emissora.
No ano de 2001 a SIC estreou a sua primeira telenovela portuguesa, Ganância, e depois seguiram-se mais três telenovelas portuguesas pela mão do então director de programas do canal, Manuel Fonseca, mas sem sucesso a nível de audiências. No ano de 2006 Francisco Penim torna-se director de programas da SIC e volta a apostar na ficção nacional estreando entre outras produções Floribella, que foi até ao momento a telenovela com mais audiências da SIC. Em 2008 Nuno Santos torna-se director de programas da SIC e aposta em telenovelas originais para conquistar audiências e aos poucos as telenovelas originais da SIC conquistaram cada vez mais espectadores. A partir desse ano, as telenovelas da SIC passaram a ser produzidas pela SP Televisão.
A 21 de novembro de 2011 a telenovela Laços de Sangue foi premiada com o Emmy Internacional. Portugal ganhou assim pelo segundo ano consecutivo o Emmy, na categoria de Melhor Telenovela (anteriormente a premiada foi Meu Amor, da TVI).
Em 2012 a SIC produziu o seu primeiro remake com Dancin' Days.
Em 2015 a SIC criou a sua 2.ª linha de ficção com Poderosas.
Em 2020, a SIC lançou uma plataforma de streaming, com o nome OPTO, a 24 de novembro, e no seu catálogo foram incluídos os episódios de produção de várias telenovelas anteriormente exibidas pelo canal, como Laços de Sangue, Dancin' Days, Mar Salgado, entre outras, até à primeira temporada de Nazaré. As novelas que se encontravam em exibição na estreia da plataforma, ao contrário das telenovelas já terminadas, tiveram os seus episódios de exibição na OPTO, a começar com a segunda temporada de Nazaré e Terra Brava, permitindo que os seus subscritores vejam o episódio seguinte das telenovelas em exibição do canal em antestreia, com um ou mais dias de antecedência, à exceção do primeiro ou último episódio.
A SIC já gravou telenovelas em 14 países: França, Espanha, Suíça, Brasil, Argentina, Moçambique, Emirados Árabes Unidos, Malásia, Países Baixos, São Tomé e Príncipe, Islândia, África do Sul, Itália e Luxemburgo.

## Década de 2000
| #  | Título               | Estreia                 | Final                   | Temporada(s) / Episódios    | Estado     | OPTO | Ref. |
| -- | -------------------- | ----------------------- | ----------------------- | --------------------------- | ---------- | ---- | ---- |
| 1  | Ganância             | 19 de março de 2001     | 30 de novembro de 2001  | 1 temporada, 154 episódios  | Finalizada | Não  | —    |
| 2  | Fúria de Viver       | 7 de janeiro de 2002    | 27 de setembro de 2002  | 1 temporada, 172 episódios  | Finalizada | Não  | —    |
| 3  | O Olhar da Serpente  | 28 de setembro de 2002  | 25 de abril de 2003     | 1 temporada, 150 episódios  | Finalizada | Não  | —    |
| 4  | O Jogo               | 9 de fevereiro de 2004  | 4 de agosto de 2006     | 1 temporada, 150 episódios  | Finalizada | Não  | —    |
| 5  | Floribella           | 31 de março de 2006     | 1 de fevereiro de 2008  | 2 temporadas, 490 episódios | Finalizada | Sim  | —    |
| 6  | Jura                 | 18 de setembro de 2006  | 16 de fevereiro de 2007 | 1 temporada, 107 episódios  | Finalizada | Não  | —    |
| 7  | Vingança             | 19 de fevereiro de 2007 | 16 de novembro de 2007  | 1 temporada, 218 episódios  | Finalizada | Não  | —    |
| 8  | Chiquititas          | 20 de julho de 2007     | 5 de setembro de 2008   | 1 temporada, 217 episódios  | Finalizada | Sim  | —    |
| 9  | Resistirei           | 16 de novembro de 2007  | 4 de julho de 2008      | 1 temporada, 197 episódios  | Finalizada | Não  | —    |
| 10 | Rebelde Way          | 25 de agosto de 2008    | 16 de julho de 2009     | 1 temporada, 221 episódios  | Finalizada | Sim  | —    |
| 11 | Podia Acabar o Mundo | 1 de outubro de 2008    | 3 de julho de 2009      | 1 temporada, 181 episódios  | Finalizada | Não  | —    |
| 12 | Perfeito Coração     | 17 de outubro de 2009   | 11 de junho de 2010     | 1 temporada, 167 episódios  | Finalizada | Sim  | —    |

## Década de 2010
| #  | Título            | Estreia                | Final                  | Temporada(s) / Episódios    | Estado     | OPTO | Ref.        |
| -- | ----------------- | ---------------------- | ---------------------- | --------------------------- | ---------- | ---- | ----------- |
| 13 | Laços de Sangue   | 13 de setembro de 2010 | 2 de outubro de 2011   | 1 temporada, 322 episódios  | Finalizada | Sim  | —           |
| 14 | Rosa Fogo         | 19 de setembro de 2011 | 30 de junho de 2012    | 1 temporada, 225 episódios  | Finalizada | Sim  | —           |
| 15 | Dancin' Days      | 4 de junho de 2012     | 27 de setembro de 2013 | 1 temporada, 341 episódios  | Finalizada | Sim  | —           |
| 16 | Sol de Inverno    | 16 de setembro de 2013 | 21 de setembro de 2014 | 1 temporada, 282 episódios  | Finalizada | Sim  | —           |
| 17 | Mar Salgado       | 15 de setembro de 2014 | 18 de setembro de 2015 | 1 temporada, 317 episódios  | Finalizada | Sim  | —           |
| 18 | Poderosas         | 18 de maio de 2015     | 20 de maio de 2016     | 1 temporada, 296 episódios  | Finalizada | Sim  | —           |
| 19 | Coração d'Ouro    | 7 de setembro de 2015  | 24 de setembro de 2016 | 1 temporada, 326 episódios  | Finalizada | Sim  | —           |
| 20 | Rainha das Flores | 9 de maio de 2016      | 13 de maio de 2017     | 1 temporada, 304 episódios  | Finalizada | Sim  | —           |
| 21 | Amor Maior        | 12 de setembro de 2016 | 30 de setembro de 2017 | 2 temporadas, 333 episódios | Finalizada | Sim  | —           |
| 22 | Espelho d'Água    | 1 de maio de 2017      | 21 de abril de 2018    | 1 temporada, 327 episódios  | Finalizada | Sim  | —           |
| 23 | Paixão            | 18 de setembro de 2017 | 24 de setembro de 2018 | 2 temporadas, 320 episódios | Finalizada | Sim  | —           |
| 24 | Vidas Opostas     | 9 de abril de 2018     | 10 de maio de 2019     | 1 temporada, 313 episódios  | Finalizada | Sim  | —           |
| 25 | Alma e Coração    | 17 de setembro de 2018 | 11 de outubro de 2019  | 1 temporada, 318 episódios  | Finalizada | Sim  | —           |
| 26 | Nazaré            | 9 de setembro de 2019  | 8 de janeiro de 2021   | 2 temporadas, 334 episódios | Finalizada | Sim  | [ 5 ] [ 6 ] |
| 27 | Terra Brava       | 28 de outubro de 2019  | 7 de março de 2021     | 1 temporada, 361 episódios  | Finalizada | Sim  | [ 9 ]       |

## Década de 2020
| #  | Título                                    | Estreia                 | Final                  | Temporada(s) / Episódios    | Estado          | OPTO      | Ref.                 |
| -- | ----------------------------------------- | ----------------------- | ---------------------- | --------------------------- | --------------- | --------- | -------------------- |
| 28 | Amor Amor                                 | 4 de janeiro de 2021    | 5 de junho de 2022     | 2 temporadas, 376 episódios | Finalizada      | Sim       | [ 12 ] [ 13 ] [ 14 ] |
| 29 | A Serra                                   | 22 de fevereiro de 2021 | 29 de abril de 2022    | 1 temporada, 303 episódios  | Finalizada      | Sim       | [ 13 ] [ 17 ] [ 18 ] |
| 30 | Por Ti                                    | 7 de março de 2022      | 9 de março de 2023     | 1 temporada, 261 episódios  | Finalizada      | Sim       | [ 21 ] [ 22 ] [ 23 ] |
| 31 | Lua de Mel                                | 6 de junho de 2022      | 28 de novembro de 2022 | 2 temporadas, 123 episódios | Finalizada      | Sim       | [ 21 ] [ 26 ] [ 27 ] |
| 32 | Sangue Oculto                             | 19 de setembro de 2022  | 13 de outubro de 2023  | 1 temporada, 283 episódios  | Finalizada      | Sim       | [ 30 ] [ 31 ] [ 32 ] |
| 33 | Flor sem Tempo                            | 30 de janeiro de 2023   | 29 de março de 2024    | 1 temporada, 300 episódios  | Finalizada      | Sim       | [ 30 ] [ 35 ]        |
| 34 | Papel Principal                           | 25 de setembro de 2023  | 5 de outubro de 2024   | 1 temporada, 302 episódios  | Finalizada      | Sim       | [ 38 ] [ 39 ]        |
| 35 | Senhora do Mar                            | 5 de fevereiro de 2024  | 18 de abril de 2025    | 1 temporada, 312 episódios  | Finalizada      | Sim       | [ 42 ] [ 43 ] [ 44 ] |
| 36 | A Promessa                                | 18 de junho de 2024     | —                      | 3 temporadas, N/A episódios | Em exibição     | Sim       | [ 46 ] [ 47 ] [ 48 ] |
| 37 | A Herança                                 | 27 de janeiro de 2025   | —                      | 2 temporadas, N/A episódios | Em exibição     | Sim       | [ 50 ] [ 51 ]        |
| 38 | Vitória                                   | setembro de 2025        | —                      | —                           | Em produção     | Sim [ i ] | [ 54 ] [ 55 ] [ 56 ] |
| 39 | Novela sem-título que substitui A Herança | 2026                    | —                      | —                           | Em pré-produção | Sim       | [ 57 ] [ 58 ] [ 59 ] |